# Alban Lenoir
Alban Lenoir, född 16 december 1980 i Dijon, Côte-d'Or, är en fransk skådespelare.
Lenoir har bland annat medverkat i filmerna Fruktans lön, Marinette och The Squad: Home Run.

## Filmografi (i urval)
- 2022 – Big Bug
- 2023 – Marinette
- 2023 – The Squad: Home Run
- 2024 – Fruktans lön
- 2025 – En förlupen kula 3